# 南洋彎站
南洋彎地铁站（英語：Nanyang Crescent MRT Station，代號JW4）是新加坡地鐵裕廊區域線上的車站，位于新加坡本岛西部集水區规划区。车站预计将于2029年启用。